# SIP中继链接
SIP 中继链接 (英語：SIP Trunking)， 是一种基于会话发起协议(Session Initiation Protocol, SIP)的IP电话 (VoIP) 和流媒体服务。 网络通讯服务提供商（Internet telephony service provider，ITSP） 通过它向配备基于SIP的IP用户交换机 (IP-PBX)以及统一通信设备的客户提供通信以及统一通信（unified communications）服务。常见的这类软件应用主要提供语音、视频以及其他流媒体服务（比如桌面共享，网络会议以及共享黑板等）。

## 域的概念
根据SIP中继链接的构架将统一通信网络划分成两个部分：
- 个人域：借助电话设备和统一通信服务，为客户提供IP电话解决方案；
- 公共域：具有向公共交换电话网 / 公共陆基移动网提供全部VoIP服务接口的属性，并且负责向网络通讯服务提供商提供电话服务。

这两个域的互通需要通过SIP中继链接实现。
二者的通信通过IP协议实现，其过程包括制定具体的通信规范以及支持SIP中继链接中定义的服务和协议。
在公共域内，网络通讯服务提供商对于下列行为具有完全的法律责任和义务：
- 流量跟踪；
- 用户ID识别；
- 实现合法拦截（lawful interception）机制。

相对而言，个人域天生是自由并不受法律的约束的，责任可能由通信服务提供商、终端用户（企业）或者涉及通信服务的第三方应用提供商承担。

## 网络构架
在每个域中，提供上述定义中所要求的功能的各组成部分逻辑上被分为两层：
- 连接控制 (Class 5 软交换);
- Network-border elements[5][6][7]，主要负责将公共域与个人域分离并实现所有的ITSP电话安全策略。

个人域由三层组成：
- Corporate-Border Elements ：将公共域和个人域分隔开并实现适合公司的安全策略。
- Central Corporate Switching Node;
- IP用户交换机.